# NIC-19B2
La NIC-19B2 es una autopista nacional catalogada como troncal principal ubicada en Nicaragua. La carretera inicia en el Norte en el Empalme La Subasta en Camoapa hasta finalizar en con la NIC-7 en Santa Rosa, Departamento de Chontales.